# پلنگ صورتی (فیلم ۲۰۰۶)
پلنگ صورتی (به انگلیسی: The Pink Panther) فیلمی کمدی، محصول سال ۲۰۰۶ است. این فیلم یک بازسازی از سری پلنگ صورتی به کارگردانی بلیک ادواردز است و دهمین فیلم از سری پلنگ صورتی محسوب می‌شود. همچنین این فیلم، اولین فیلم از این سری با بازی استیو مارتین در نقش بازرس کلوزو می‌باشد.

## داستان فیلم
در میانه یک بازی فوتبال میان تیم فرانسه و چین، ایو گلوآنت سرپرست تیم فرانسوی با اصابت تیری سمی در ناحیه گردن کشته می‌شود و انگشتری الماس گران بهای او مشهور به پلنگ صورتی به سرقت می‌رود. سر بازرس دریفوس که در آستانه دریافت نشان شوالیه‌است، قصد دارد تا با استفاده موقعیت پیش آمده، شانس خود را برای دریافت نشان بیشتر کند. از این رو بی دست و پاترین پلیس فرانسه، ژاندارم ژاک کلوزو، را احضار کرده و با دادن عنوان بازرسی به وی، پرونده را به او می‌سپارد. هدف او از این کار به دست گرفتن پرونده بعد از شکست حتمی کلوزو و در نتیجه انداختن نام خود بر سر زبان هاست. اما نقشه‌ها مطابق میل او پیش نمی‌رود. چون کلوزو به شکلی اتفاقی گروهی از دزدان مشهور را در یک کازینو به دام می‌اندازد. کلوزو به سرعت به دنبال مظنونین احتمالی پرونده، از جمله زانیا، دوست دختر ایو گلوآنت، و همکاران و رقبای او می‌رود. دریفوس نیز برای باخبر بودن از عملیات وی ژاندارم ژیلبر پانتون را به دستیاری او منصوب می‌کند. کلوزو در تعقیب زانیا در آمریکا باعث یک رسوایی مطبوعاتی شده و هنگام بازگشت دریفوس او را از ماموریت یافتن پلنگ صورتی و قاتل گلوآنت خلع می‌کند. اما کلوزو در لحظه‌ای که انتظارش نمی‌رود، به صحنه بازمی گردد تا مچ قاتل را بگیرد.

## نکات
- مارتین که خود از نویسندگان فیلمنامه نیز بوده، کوین اسپیسی و مایک مایرز را برای نقش کلوزو در نظر داشته، اما سرانجام اسیر وسوسه بازی در نقش بی دست و پاترین پلیس فرانسه می‌شود.[۱]